# El Pont de Vilomara i Rocafort
El Pont de Vilomara i Rocafort è un comune spagnolo di 2 688 abitanti situato nella comunità autonoma della Catalogna.